# Bulbul llanut
El bulbul llanut (Euptilotus eutilotus) és una espècie d'ocell de la família dels picnonòtids (Pycnonotidae) ) i única espècie del gènere Euptilotus. Es troba a Brunei, Indonèsia, Malàisia, Myanmar i Tailàndia. Se'l considera extingit a Singapur. Els seus hàbitats principals són els boscos tropicals i subtropicals de frondoses humits de les terres baixes, els boscos de pantà, els matollars humits tropicals i subtropicals, les plantacions i les àrees forestals fortament degradades. El seu estat de conservació es considera gairebé amenaçat.